# Johann-Christoph Freytag
Johann-Christoph Freytag (* 15. Mai 1954 in Berlin) ist ein deutscher Informatiker.

## Leben
Von 1975 bis 1982 studierte er an der Universität Hamburg und der Harvard University. Nach der Promotion an der Harvard University (1982–1985) war er von 1985 bis 1987 Research Staff Member am IBM Almaden Research Center in San Jose. Seit 1996 war er Professor an der Humboldt-Universität zu Berlin.
Seine Forschungsschwerpunkte sind Abfrageoptimierung und Abfrageverarbeitung in objektrelationalen DBMS (ORDBMS), Datenschutzunterstützung in Datenbanksystemen und Informationssystemen, Datenqualität in Datenbanken, semantisches Web und Datenbanksysteme, Datenbanken und Cloud Computing und Anwendungen, die DBMS-Technologie nutzen, wie z. B. Bioinformatik.